# Plichancourt
Plichancourt település Franciaországban, Marne megyében. Lakosainak száma 250 fő (2022. január 1.). Plichancourt Brusson, Favresse, Merlaut, Outrepont, Ponthion, Reims-la-Brûlée és Vitry-en-Perthois községekkel határos.

## Népesség
A település népességének változása:
| Lakosok száma | 111  | 123  | 139  | 176  | 248  | 243  | 244  | 256  | 246  | 250  |
|               | 1968 | 1982 | 1990 | 2006 | 2013 | 2015 | 2017 | 2019 | 2020 | 2022 |